# Leslie Caron

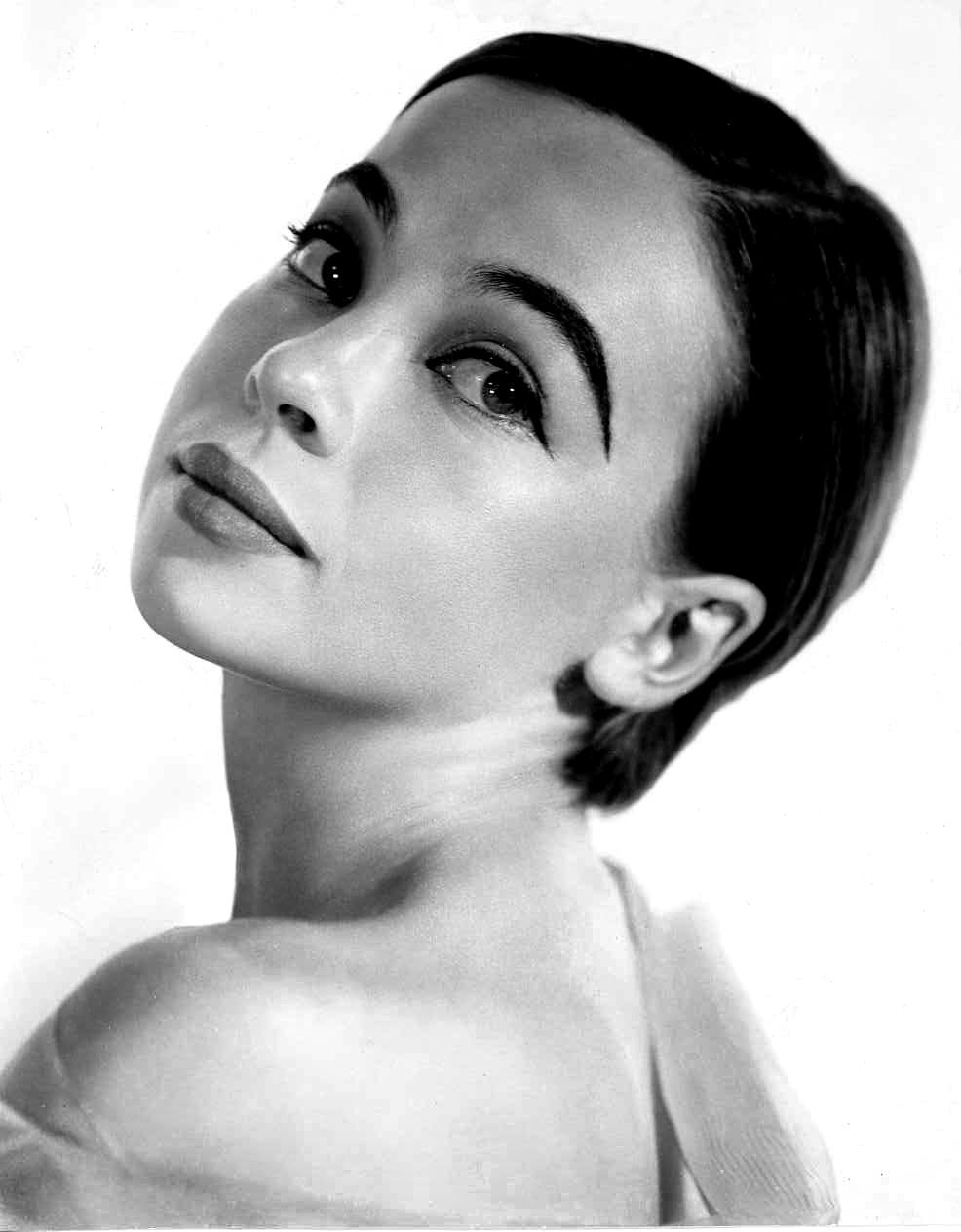
Leslie Caron under 1960-talet.

Leslie Claire Margaret Caron (IPA: /lɛsli kaʁɔ̃/), född 1 juli 1931 i Boulogne-Billancourt utanför Paris, är en fransk skådespelare och dansare.
Leslie Caron slog igenom stort i Vincente Minnellis film En amerikan i Paris (1951). Det var Gene Kelly som "upptäckte" henne när hon dansade balett vid Roland Petits Ballet de Champs-Elysées i Paris. Hennes framgångar fortsatte med filmer som Lili (1953), Pappa Långben (1955) och Gigi, ett lättfärdigt stycke (1958). På senare år har hon bland annat medverkat i Lasse Hallströms Chocolat (2000).
Hon har varit gift fyra gånger, bland annat 1956–1965 med regissören Peter Hall, som hon skilde sig från efter en kärleksaffär med Warren Beatty.

## Filmografi (i urval)
- 1951 – En amerikan i Paris
- 1951 – Mannen med kappan
- 1953 – Störst är kärleken (delen "Mademoiselle")
- 1953 – Lili
- 1955 – Slottsbalen
- 1955 – Pappa Långben
- 1956 – Gaby
- 1958 – Gigi, ett lättfärdigt stycke
- 1958 – Doktorns dilemma
- 1960 – De underjordiska
- 1960 – Fanny
- 1962 – Rum för obemärkt (The L-Shaped Room)
- 1964 – Stora Vargen anropar
- 1966 – Brinner Paris?
- 1977 – Mannen som älskade kvinnor
- 1984 – Dangerous Moves (La Diagonale du fou)
- 1987 – Maktkamp på Falcon Crest (TV-serie) (tre avsnitt)
- 1992 – Begär
- 1994 – Funny Bones
- 2000 – The Last of the Blonde Bombshells (TV-film)
- 2000 – Chocolat
- 2003 – Skilsmässa på franska